# 杉並区立浜田山小学校
杉並区立浜田山小学校（すぎなみくりつ はまだやましょうがっこう）は、東京都杉並区浜田山四丁目にある公立小学校。

## 概要
本校は1953年（昭和28年）に周辺の高井戸小学校および杉並第二小学校の学童増加への対応により新設された。
開校日は1953年4月1日であるが、その時点では校舎が完成しておらず、高井戸小と杉並第二小に学童を分散させて授業を行った。同年7月に漸く校舎が完成したことにより所属学童を呼び寄せ、本格的に始動したのは2学期になってからであったという。
1973年（昭和48年）には高井戸東小学校の開校による学区分割を受け、本校に通学していた学童の中から一部の者が同校に転籍した。

## 沿革
- 1953年4月1日 - 浜田山小学校が開校。
- 1953年7月30日 - 新校舎の竣工により正式移転。
- 1970年3月12日 - 体育館が竣工。
- 1979年3月31日 - 南側鉄筋新校舎が竣工。

## 教育目標
1. 考えてやりぬく子
2. 明るくつよい子
3. やさしく助け合う子

## 通学区域
- 成田西1丁目1～21、成田西2丁目1～6・7番1～4号, 26～33号、高井戸東3丁目1・2・13・14、高井戸東4丁目1・2・22～28、浜田山3丁目、浜田山4丁目[2]

## 出身者
- 小椋一宏（実業家）